# Wartha (Eisenach)
Wartha is een klein dorp in de Duitse gemeente Eisenach in  Thüringen. De naam komt al voor in een oorkonde uit 1279. In 1973 werd het dorp samengevoegd met Göringen dat aan de andere kant van de Werra ligt. De fusiegemeente ging in 1994 op in de stad Eisenach.